# The Shooting Gallery
The Shooting Gallery è un cortometraggio del 1929 diretto da Harry Rapf

## Produzione
Il film fu prodotto dalla Metro-Goldwyn-Mayer (MGM).

## Distribuzione
Distribuito dalla Metro-Goldwyn-Mayer (MGM), uscì nelle sale cinematografiche USA il 23 novembre 1929.